# Věra Vítová
Věra Vítová ist eine tschechische Kommunalpolitikerin. Sie war von 1998 bis 2002 Bürgermeisterin der Stadt Teplice nad Metují im Okres Náchod, Tschechien.
Die parteilose Bürgermeisterin erhielt 2003 den Franz-Werfel-Menschenrechtspreis für die während ihrer Amtszeit im Jahre 2002 erfolgte Errichtung des Kreuzes der Versöhnung (Kříž smíření) in Teplice nad Metují für die auf der Buková hora (Buchenberg) 1945 ermordeten Sudetendeutschen und alle Opfer nationaler Konflikte dieser Region und für ein mutiges Zeichen des Dialogs zwischen Deutschen und Tschechen.